# Partit Comunista dels Valencians
El Partit Comunista dels Valencians (en español: Partido Comunista de los Valencianos) fue un partido político fundado en 1987 por militantes del Partit Comunista del País Valencià (PCPV) dirigidos por Víctor Baeta.
La escisión tuvo lugar por la, según el PCV, tibia postura del PCPV a la hora de dar apoyo a las luchas vecinales del barrio de Benimaclet por el trenet, ya que las protestas iban en contra del PSPV-PSOE, partido que gobernaba en la Generalidad Valenciana con el apoyo de los comunistas.
En noviembre de 1991 el PCV se integró en el independentista y pancatalanista Moviment de Defensa de la Terra (MDT), sector vinculado a Independentistes dels Països Catalans (IPC), como resultado de una evolución política específica de la izquierda de orientación nacionalista en la Comunidad Valenciana.
El fundador del PCV, Víctor Baeta, rompería posteriormente con el MDT, ya que éste consideraba que a los Países Catalanes sólo se podía llegar a partir de la soberanía del pueblo valenciano. Tras la ruptura, Baeta se integraría en Unitat del Poble Valencià (UPV).